# Everlife
Everlife é uma banda de pop/rock cristã composta por três irmãs: Julia, Amber e Sara Ross. Fazem participações frequentes em álbuns da Disney, principalmente Disneymania e filmes. Atualmente,elas tem contrato com a gravadora 97 Records,já lançaram dois EP,e estão gravando o novo cd.

## História

### Início
Tudo começou no Natal de 1997 na pequena cidade de Indiana, na Pensilvânia. Elas vinham cantando juntas em casa há anos, e havia um óbvio talento natural entre as três irmãs. E desde esse dia, as meninas do Everlife trabalharam para desenvolver a sua paixão - a música escrita, aperfeiçoando seus instrumentos, harmonia e teoria de aprendizagem e prepararam-se espiritualmente para a estrada. E assumiram o compromisso de avançar em suas carreiras juntas, permanecendo fiéis aos laços que as unem e em uma missão para selar seus corações. Quando você tem um chamado, você só tem que pular nele com força total. As meninas decidiram que o nome da banda seria TRI, que representava a Santíssima Trindade.
Portas eram constantemente abertas ao grupo, uma plataforma para compartilhar a sua mensagem de esperança e encorajamento. Elas apresentaram consistentemente cerca de 150 shows em um ano desde o início, construindo uma base de fãs regional, e performando sempre que alguém estivesse disposto a ouvir. As irmãs tocaram no palco principal em vários festivais de música e foram convidadas para abrir os shows de algumas das melhores bandas de música cristã.
Com Sarah na bateria, Amber na guitarra, e Julia no teclado, tocariam para qualquer um que quisesse ouvir. Não entanto, já existia uma banda com o nome TRI. Então tiveram que mudar o nome, passando assim a se chamar Everlife. Lançaram seu primeiro EP, ‘’Daydream: The Early Recordings’’ (2001), com músicas cristãs.
Em 2001, crescendo com um profundo compromisso em sua fé cristã, as meninas desenvolveram um desejo de ajudar os menos afortunados. Elas já fizeram muitas viagens ao exterior para América Central e do Sul, e outras estão sendo planejados. "Essas experiências no campo missionário foram as primeiras vezes que tivemos de dar a Deus o controle completo sobre nossas vidas", diz Julia. "Muitas de nossas primeiras músicas, nasceram a partir desses momentos."
A canção "We Will Not Bow Down" foi escrito durante uma viagem ao Brasil. Sarah explica: "Nós estávamos em missões nas ruas do Brasil apenas tentando amar as pessoas. A organização do lugar nos fez perceber que eram cristãos e não eram muito felizes com isso, assim eles começaram a cortar nossos recursos, tornando a vida difícil para o nosso grupo. Após alguns dias, alguns dos líderes perceberam o que estava acontecendo e nós tivemos que sair no meio da noite. Nós escrevemos a música quando ainda estávamos no país. Eles queriam que deixássemos de ser fiel à nossa vocação. Eles queriam que nós parássemos de falar do amor de Jesus, mas não conseguimos nos curvar para o que eles estavam pedindo". Amber continua: "Missões são a razão pela qual fazemos esta coisa da música."
Em 2003, depois de se mudarem para Nashville, Tennessee, assinaram com a gravadora SHELTERecords. Logo, elas estavam apresentando mais de 120 shows por ano, e assim Everlife cresceu como sendo um dos grandes grupos da Pensilvânia. Elas tiveram sua canção nas rádios em primeiro lugar, o primeiro sucesso veio com a canção intitulada "Lead The Way" no The Fish, uma das principais estações de rádio de Pittsburgh. Neste mesmo ano, lançaram o EP chamado Lead The Way’’.
Sob a orientação do produtor Kevan Cyka (Lifehouse, R.E.M., Gin Blossoms, Hillary Duff, Jump 5) e Dan Needham (Stacie Orrico, Steven Curtis Chapman), Everlife produziu o seu projeto de estréia auto-intitulado, no ano de 2004. A história editorial do compositor Cyka, combinada com valentia do Needham estúdi, ajudaram a criar a plataforma musical do som de Everlife.

### Relacionamento com a Disney
Após a assinatura com a Disney, contribuíram para diversas trilhas sonoras de filmes originais. Foram demitidas da Walt Disney Records em 2007, mas continuam um relacionamento forte com a Disney. Abriram para as Cheetah Girls em seus últimos dias da turnê em 2006/2007, e Miley Cyrus nas últimas seis datas da sua "Best of Both Worlds Tour", em 25 janeiro em Lafayette, 31 de janeiro em LA e também em Miami, FL.

### Atualmente
A banda não está mais em atividade. Gravando seu ultimo disco no ano de 2012.

## Discografia
| Informações do álbum |
| --- |
| Everlife (2004) - Lançado: 24 de Agosto, 2004 - Gravadora: Tovah, Shelter Records - Singles oficiais: - 2004: "Evidence" (promo) - 2004: "Heaven Open Your Eyes" (download digital) - 2004: "I'm Over It" (download digital) |
| Everlife (2007) - Lançado: 20 de Fevereiro, 2007 - Gravadora: Hollywood, Buena Vista - Singles oficiais: - 2006: "Look Through My Eyes" (Disneymania 4) - 2006: "Find Yourself In You" (Hannah Montana OST) - 2006: "Real Wild Child" (The Wild soundtrack) - 2007: "I Could Get Used to This" - 2007: "Goodbye" (Disneymania 5 Wal-Mart Exclusive) - 2008: "Static" |
| At the Love Library (EP) - Lançado: Abril 2009 - Gravadora: 97 Records |
| What's Beautiful (EP) - Singles oficiais: - 2010: "What's Beautiful" |
| Will It Be Enough - Oficial Single: - 2011: "Will It Be Enough" |

### Trilhas sonoras
- 2005 "Strangers Like Me" — de DisneyMania 3
- 2005 "I'm Over It" — de Radio Disney Jams, Vol. 7
- 2005 "Go Figure" — de Go Figure Trilha Sonora
- 2005 "Strangers Like Me (Jungle Rock Remix)" — de DisneyRemixMania
- 2005 "Every Day Is Christmas" — de Radio Disney Jingle Jams
- 2006 "I Can See Clearly Now" — de That's So Raven Too!
- 2006 "Look Through My Eyes" — de DisneyMania 4
- 2006 "Real Wild Child" — de Trilha Sonora Selvagem (The Wild)
- 2006 "Don't Be Cruel" — Leroy & Stitch (álbum não lançado)
- 2006 "Find Yourself In You" — de  Hannah Montana Trilha Sonora
- 2006 "I Could Get Used To This" — de Radio Disney Jams 9
- 2006 "Find Yourself In You" — de Radio Disney Jams 9
- 2007 "Reflection" — de DisneyMania 5
- 2007 "Look Through My Eyes" — de Bridge para Terabithia Trilha Sonora
- 2008 "Angels Cry" — de Songs of Breakaway - Vol. 2 Trilha Sonora

### EP's
- 2009 At the Love Library (EP Acústico)
- 2010 What's Beautiful EP